# Kvot
Kvot (medeltidslatin quóta pars, 'vilken del i ordningen', av latin quótus, 'vilken i ordningen') är resultatet av en division. Om {\displaystyle {\frac {a}{b}}=c} (b skiljt från 0) är c kvot, uttrycks ibland som "kvoten mellan a och b" eller "förhållandet mellan a och b".

## Andel,quota
Utanför rent matematiska sammanhang används begreppet i betydelsen "del" eller "andel". Det är ur denna betydelse ordet kvotering har bildats. I informationstekniken används ibland termen quota (engelska för 'andel' eller 'kvot') i stället.

## Rest
Vid heltalsdivision, där a, b, q och r är heltal och {\displaystyle 0\leq r<|b|} gäller 
{\displaystyle {\frac {a}{b}}=q+{\frac {r}{b}}}
Här är q kvoten och r kallas rest. Ett vanligare skrivsätt i matematisk litteratur är {\displaystyle a=b\cdot q+r\,}.
Exempel
{\displaystyle {\frac {7}{2}}=3,\!5} , här är kvoten 3,5.
{\displaystyle {\frac {7}{2}}=3+{\frac {1}{2}}} eller {\displaystyle 7=2\cdot 3+1\,} , här är kvoten 3 och resten 1 (heltalsdivison).